# Velivolo stealth

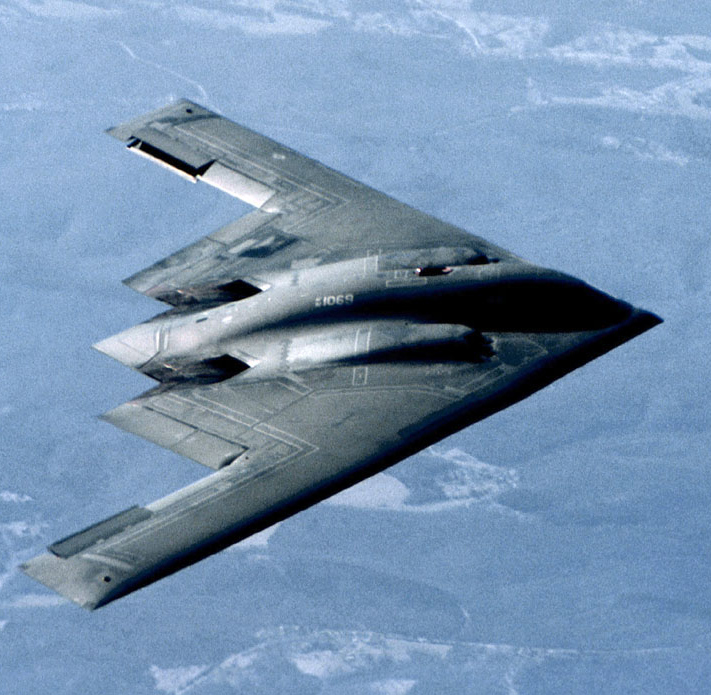
Il Northrop Grumman B-2 Spirit, un bombardiere stealth

È detto velivolo stealth (dall'inglese, "furtivo") o invisibile al radar, un aeroplano realizzato con tecnologie che lo rendono impercettibile (o meglio: scarsamente percettibile) ai radar o altri dispositivi di localizzazione (o persino alla vista). L'uso di tecnologie stealth, applicato innanzitutto e con più successo agli aerei, è anche diffuso come concetto costruttivo di hovercraft, unità navali, elicotteri.

## Descrizione

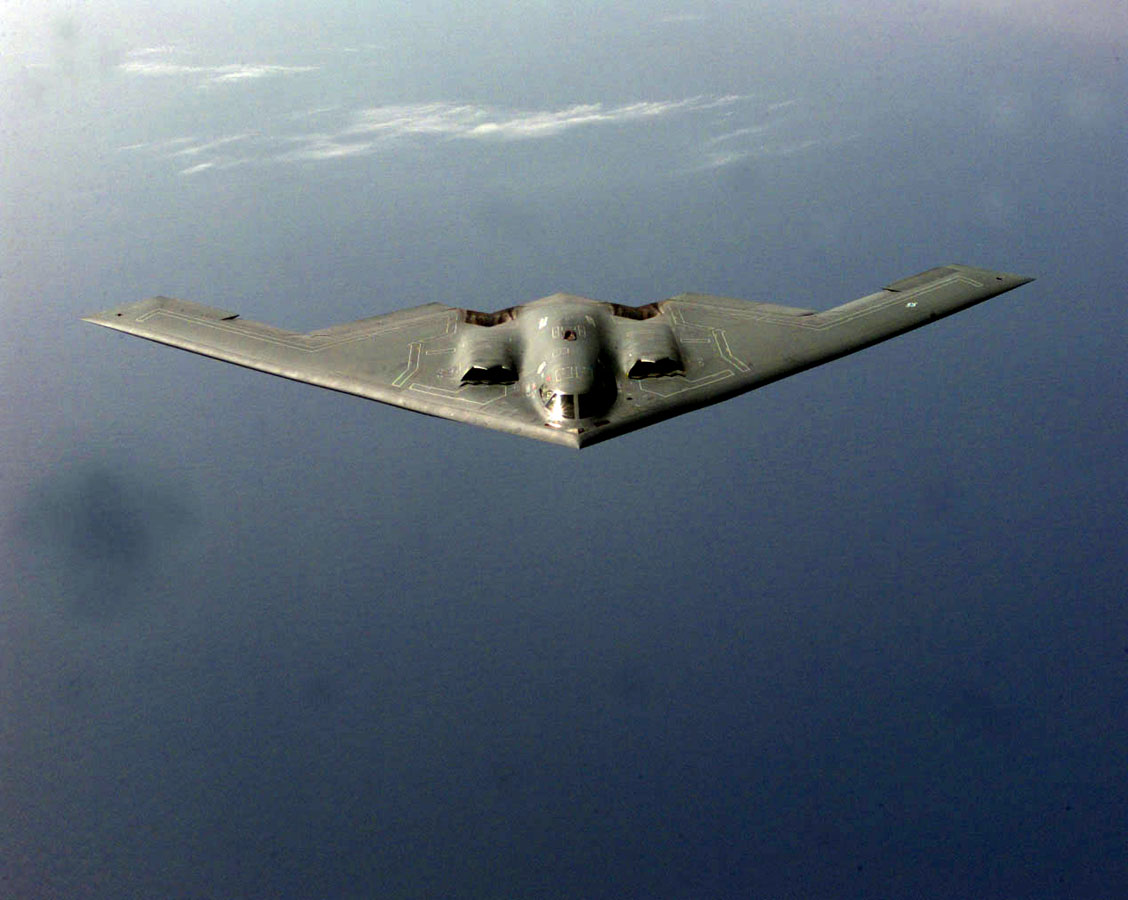
Altra immagine del B-2 Spirit

La tecnologia Stealth viene raggiunta utilizzando una complessa filosofia del disegno che serve a ridurre la capacità dei sensori del nemico per rilevare, inseguire, o attaccare l'aereo stealth. Questa filosofia prende in considerazione anche il calore, rumore, e altre emissioni (radar, radio) dell'aeromobile, dal momento che possono servire per localizzarlo.
- L'invisibilità radar viene raggiunta tramite l'utilizzo di particolari geometrie (ad esempio nel F-117 con il sistematico utilizzo di angoli a 120°, si evitano gli angoli a 90° e le superfici tonde che sono riflettenti, si evitano gli impennaggi di coda); al rivestimento dell'aeromobile con particolari vernici con la capacità di assorbire le onde elettromagnetiche, sia radio che luminose (vedi la capacità della vernice del SR-71 di assorbire la luce di un proiettore laser).
- L'invisibilità sonica e la minore visibilità all'infrarosso si avvale dell'utilizzo di motori con tecnologie più silenziose che producono meno calore e che refrigerano il flusso d'aria in uscita (si evitano i post-bruciatori, si utilizza la propulsione supercruise come nel F-22 Raptor).
- L'invisibilità al visibile (oltre al radar) è molto più complicata, ed è attualmente investigata in aeromobili sperimentali come il "Boeing Bird of Prey" americano, di colore bianco, con proiettori di luce e telecamere che li rendono capaci di non essere rilevati anche di giorno (specialmente se in volo tra le nuvole). Questo nuovo aereo ha recuperato i vecchi comandi idraulici e ha superfici alari comandate da cavi e molle, visto che i comandi di fly-by-wire possono essere gravemente danneggiati da un eventuale missile antiaereo dotato di testata EMP.

## Tecnologie per evitare il rilevamento
Nella pratica l'invisibilità degli aerei alle difese nemiche non può essere limitata alla segnatura radar, ma si estende anche alla segnatura termica (principalmente data dagli scarichi dei motori) e alle emissioni elettroniche (provenienti dal radar di bordo ecc.), nonché alla visibilità ottica del velivolo.

### Segnatura radar
La segnatura radar è data da vari fattori alcuni dei quali, il coefficiente di riflessione e la distanza dal radar, sono variamente influenzabili; se per la distanza dal radar l'unico intervento possibile è in fase di pianificazione della missione, posto che si conoscano le varie sorgenti radar nemiche, per quel che riguarda il coefficiente di riflessione misurato in termini di sezione radar equivalente, in inglese Radar Cross Section (RCS), si sono trovate differenti soluzioni.
- Gli statunitensi hanno ideato speciali vernici radar-assorbenti, che ottengono un buon risultato nel diminuire la traccia radar, ma non bastano per risolvere il problema dell'invisibilità. Queste vernici hanno anche due svantaggi: sono molto costose e si deteriorano facilmente, provocando il decadimento dell'invisibilità (da ripristinare con nuove verniciature);

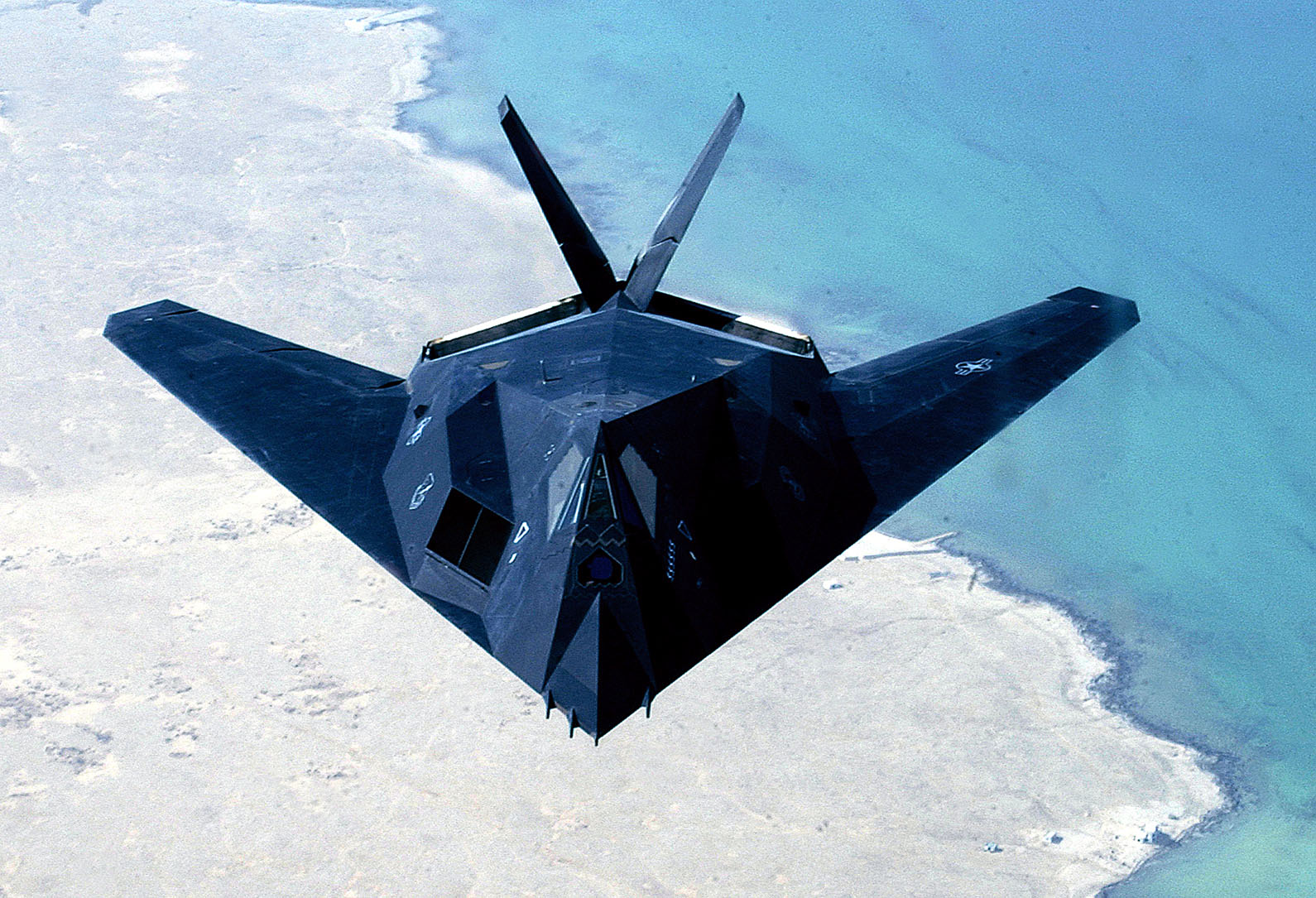
Il Lockheed F-117 Nighthawk, cacciabombardiere dell'USAF

Questo tipo di velivolo utilizza inoltre particolari materiali come ad esempio il Kevlar per poterlo schermare dai radar.
- Un sistema adottato dagli americani è quello della progettazione di sagome il più possibile sfuggenti (vedasi in particolare l'F-117 e il B-2), che quindi hanno già in partenza una traccia radar molto ridotta. Questo provvedimento "strutturale" è indispensabile (a oggi) per ottenere effetti reali;
- altri provvedimenti che aiutano l'invisibilità ai radar sono la schermatura delle prese d'aria (che devono pure essere molto ridotte) e la rinuncia a impiegare carichi bellici esterni (altro requisito fondamentale), ospitandoli invece dentro ad apposite stive;

I russi, che in passato hanno portato avanti alcuni studi e progetti per aerei invisibili, sembra stiano seguendo anche soluzioni alternative. Fra queste, era in via di realizzazione un aereo che produce una nube di plasma lungo la superficie di esso, in grado di mantenerlo invisibile ai radar.

### Traccia infrarosso
La traccia infrarosso di un aereo è data per la maggior parte dal calore dei motori, che in caso di impiego di postcombustione diventa particolarmente marcata. Negli aerei, come negli elicotteri, l'unico modo per diminuire fortemente la traccia IR consiste nello schermare gli ugelli di scarico dei motori, in modo da raffreddare i fumi espulsi.
Altre soluzioni complementari consistono nel rinunciare completamente alla postcombustione, o di limitarne l'uso, dando all'aereo la capacità di volare sopra Mach 1 senza ricorrere al postbruciatore (supercruise), come il caso dell'F/A-22 Raptor.

### Emissioni elettroniche
Le emissioni elettroniche di un aeroplano (in particolare quelle del radar) sono facilmente rilevabili da sensori quali i radar passivi. Per evitare questo problema gli aerei fanno ricorso a un abbondante uso di sensori passivi (quali i sensori infrarosso), potendo così volare in "silenzio elettronico", cioè a radar spento.

### Visibilità e silenziosità
Visibilità e silenziosità di un velivolo sono caratteristiche secondarie quando opera ad alta quota, ma assumono notevole importanza per tutti quegli aerei che devono volare a quote medie o basse e che effettuano lunghi sorvoli di una stessa area (come per esempio il RQ-1A Predator in una missione di ricognizione).
Mentre aerei dedicati prevalentemente al volo notturno (F-117, B-2) vengono dipinti di nero, i velivoli teleguidati UAV adottano livree dette mono-grigio, con insegne a bassa visibilità.

Gli UAV vengono generalmente dotati di motori a elica spingente. Questa soluzione non è però necessariamente la meno rumorosa: l'elica spingente potrebbe, ricevendo aria turbolenta dalla fusoliera e/o dall'ala, produrre molto più rumore che se fosse montata traente. È presumibile che la scelta di utilizzare eliche spingenti sia funzionale alla necessità di mantenere campo libero ai sensori posti nella parte anteriore della fusoliera.

### Problemi degli aerei stealth
La principale limitazione all'impiego di aerei stealth risiede nel costo: il B-2, l'aereo dove sono meglio riunite tutte le tecnologie stealth, ha un costo unitario, al cambio di novembre 2021, di circa 1,2 miliardi di dollari, cosa che ne ha limitato la produzione a soli 21 esemplari (prototipi inclusi). Sempre riguardo ai costi, bisogna considerare che anche quelli per la manutenzione sono molto alti, sono necessari infatti periodici controlli e ritinteggiature della vernice per mantenere l'effettivo stato di invisibilità; anche varie altre componenti, che vanno dagli schermi agli ugelli di scarico, vanno cambiate frequentemente.
Un altro problema è quello della reale efficacia delle tecnologie stealth: gli aerei invisibili ai radar lo sono sempre fino a un certo punto, tutti gli aerei possono essere individuati mediante appositi accorgimenti; sia la Russia che l'Australia hanno annunciato di aver sviluppato tecniche che permettono di individuare la turbolenza prodotta dall'aereo, mentre è noto  che un radar sperimentale francese a ionosfera (in grado di oltrepassare il limite dell'orizzonte grazie al rimbalzo delle onde sulla ionosfera) è riuscito a seguire tutti i viaggi dei B-2 dagli Stati Uniti verso il Kosovo, durante l'Operazione Allied Force.
Sono inoltre stati messi a punto speciali algoritmi che seguendo la traiettoria di caduta di una grossa bomba riescono a individuare la traiettoria dell'aereo che l'ha sganciata. È ben conosciuta una fase di vulnerabilità nell'F-117, quella in cui l'aereo apre la stiva per lasciar cadere le bombe: i portelli aperti hanno una RCS (Radar Cross Section) piuttosto significativa, e la traiettoria del velivolo è (come riportato sopra) prevedibile mediante appositi algoritmi e comunque tendenzialmente lineare (caratteristica dell'impiego di bombe a guida laser). Infine l'F-117, a causa dell'aerodinamica particolare, ha una capacità di effettuare "strappi" per sfuggire a eventuali minacce molto limitata.
A causa di questi motivi un F-117 è stato abbattuto durante la Guerra del Kosovo il 27 marzo 1999.
La maggior parte dei bombardieri stealth derivano dall'aereo tedesco della seconda guerra mondiale Horten Ho 229, che aveva una conformazione totalmente diversa dagli aerei di quel periodo. Da quel progetto derivarono i primi aerei americani con tecnologia stealth.

## Limiti degli stealth
In realtà nessun velivolo è totalmente invisibile al radar, gli aeromobili stealth sono rilevabili dai radar convenzionali a distanze minori rispetto a quelli normali, rendendo il rilevamento meno tempestivo e impedendo un'adeguata risposta, che inoltre diventa inefficace perché è difficile fare il "tracking" (inseguimento del bersaglio), e i radar dei missili anti-aerei hanno grossi problemi nell'agganciare il bersaglio, rimanendo facilmente confusi da chaff, flare e dalle decoy (civette elettroniche). Si calcola che rispetto a un aereo normale, uno stealth abbia soltanto un 15% di possibilità di essere attaccato, e che la possibilità di abbattimento sia minore.
Dall'epoca della guerra in Bosnia (1995-1999) si sa che gli aviogetti stealth sono rilevabili anche a grandi distanze, tramite l'utilizzo di radar trans-orizzontali (come lo HAARP e il radar trans-orizzontale "Nostradamus", costruito dalla francese ONERA-Office national d'études et de recherches aérospatiales) che utilizzano onde corte ad ampiezza modulata (invece delle onde millimetriche e micrometriche dei radar convenzionali). I velivoli stealth e altri, sono rilevabili a distanze dell'ordine di migliaia di chilometri grazie al rimbalzo dell'onda sulla ionosfera, ma esiste un problema di bassa risoluzione che non permette di determinare il numero e il tipo di velivoli. Questa specie di gigantesca antenna non è miniaturizzabile e tanto meno installabile sui missili, e dunque gli aeromobili stealth conservano un vantaggio rispetto a quelli convenzionali quando si combatte con missili a guida radar (come l'AMRAAM oppure il Phoenix sulle lunghe distanze).

## Elenco aereistealth

### Designs completamentestealth
nota: l'elenco non include tutti gli aerei che fanno ricorso parziale a tecnologie stealth ma solo quelli la cui progettazione è stata tutta votata all'invisibilità.
ritirati
- Lockheed F-117A Nighthawk (primo volo 1981) - aereo da attacco al suolo/bombardamento tattico.

in servizio
- Northrop Grumman B-2 Spirit (primo volo 1989) - bombardiere strategico.
- Lockheed-Boeing F-22 Raptor (primo volo 1997) - aereo da caccia multiruolo di V generazione da supremazia aerea, attacco al suolo, guerra elettronica e SIGINT.
- Lockheed Martin F-35 Lightning II (primo volo 2006) - aereo da caccia multiruolo di V generazione da Close Air Support, bombardamento tattico e difesa aerea.
- Sukhoi/PAK FA (primo volo 2010) - aereo da caccia multiruolo di V generazione da superiorita aerea
- Cheng du J-20 (primo volo 2011) - aereo da caccia multiruolo di V generazione da superiorita aerea
- Shenyang J-35 (primo volo 2012) - aereo da caccia multiruolo di V generazione

in sviluppo
- Sukhoi/HAL FGFA (primo volo 2010) - aereo da caccia multiruolo di V generazione da superiorità aerea.
- Chengdu J-XX (primo volo 26 dicembre 2024）-progetto di un caccia multiruolo di VI generazione.
- Shenyang J-XX (primo volo 26 dicembre 2024）-progetto di un caccia multiruolo di VI generazione.
- HAL Medium Combat Aircraft (primo volo 20XX) - aereo da caccia multiruolo di V generazione
- Mitsubishi ATD-X (primo volo 2011) - aereo da caccia sperimentale di V generazione
- Tupolev PAK DA (primo volo 2017) - bombardiere strategico.
- Qaher-313 - aereo da caccia ancora in fase di sviluppo.
- Northrop Grumman B-21 Raider - bombardiere strategico.
- BAE Systems Tempest - progetto di un caccia multiruolo di VI generazione.
- Future Combat Air System - progetto di un caccia multiruolo di VI generazione.
- Mikoyan PAK DP - progetto di un caccia intercettore di VI generazione.
- Mitsubishi F-X - caccia da superiorità aerea di VI generazione.

cancellati
- Atlas Carver - velivolo cancellato nel 1991
- A-12 Avenger II - bombardiere imbarcato cancellato nel 1991
- Boeing X-32 - aereo da caccia multiruolo di V generazione cancellato nel 2001
- Northrop YF-23 - aereo da caccia multiruolo di V generazione cancellato nel 1991
- MBB Lampyridae - aereo da caccia cancellato nel 1987

dimostratori tecnologici
- BAE Replica (primo volo 199X)
- Boeing Bird of Prey (primo volo 1996)
- Have Blue (primo volo 1977)
- Northrop Tacit Blue (primo volo 1982)
- Northrop YB-49 (primo volo 1947)

senza equipaggio
- Boeing X-45 - dimostratore tecnologico UCAV
- BAE Systems Taranis - dimostratore tecnologico UCAV
- Dassault nEUROn - dimostratore tecnologico UCAV
- EADS Barracuda - dimostratore tecnologico UAV
- Rheinmetall KZO - dimostratore tecnologico UAV
- RQ-3 Dark Star - dimostratore tecnologico UAV
- Armstechno NITI - dimostratore tecnologico UAV
- RQ-170 Sentinel - dimostratore tecnologico UAV

### Designs RCS ridotti
nota: l'elenco gli aerei che fanno o hanno fatto ricorso parziale a tecnologie stealth e a basso RCS.
- SR-71 Blackbird
- Avro Vulcan
- B-1B Lancer
- Dassault Rafale
- De Havilland Mosquito
- Eurofighter Typhoon
- McDonnell Douglas F-15SE Silent Eagle
- F-16 Fighting Falcon C/D ed E/F
- F/A-18C/D Hornet
- F/A-18E/F Super Hornet
- MiG 1.44
- MiG-29K
- Sukhoi Su-47
- Shenyang J-11B 'Flanker'
- Shenyang J-15/J-15T/J-15D'Feisha'
- Shenyang J-16/J-16D
- Messerschmitt Me 163V
- PZL-230 Skorpion
- Horten Ho 229